# Manuel Cardona Castro
Pour les articles homonymes, voir Cardona (homonymie).
Manuel Cardona Castro (né à Barcelone le 7 septembre 1934 et mort à Stuttgart le 2 juillet 2014) est un physicien espagnol, spécialiste de la physique de l'état solide. Ses recherches les plus marquantes concernent l'étude des supraconducteurs et l'interaction entre ondes électromagnétiques et semiconducteurs.

## Biographie
En 1955, licencié en sciences physiques de l'université de Barcelone, Manuel Cardona reçut le prix national du meilleur parcours académique de toutes les facultés espagnoles de sciences. En 1956, il obtient une bourse pour travailler comme diplômé à l'université Harvard, où il commença à préparer sa thèse de doctorat, qu'il soutient avec succès en 1958 à l'Université centrale de Madrid. Il continua à travailler et l'année suivante, obtint un second doctorat, cette fois-ci de l'université Harvard.
Après avoir travaillé pour les Laboratoires RCA entre 1959 et 1964, il enseigna dans les universités nord-américaines de Rhode Island (1964-1971) et de Pennsylvanie (1963), ainsi qu'à l'université de Buenos Aires (1965). En 1971, il fut nommé directeur du tout récemment créé Institut Max-Planck de recherche en physique de l'état solide de Stuttgart en Allemagne de l'Ouest.
Il fut de plus membre du Conseil de surveillance pour la physique de la matière condensée de la Fondation nationale allemande de la science, du Conseil de la Société allemande de physique, du Conseil scientifique de DESY (Hambourg), et de l'Académie nationale des sciences des États-Unis et de celle de Barcelone, entre autres.

## Distinctions
Il est titulaire de plusieurs doctorats honoris causa (universités de Rome, Madrid, Barcelone, Sherbrooke, Aristote de Thessalonique, etc.), et est élu membre de la Société royale du Canada en 2010.
Il est par ailleurs lauréat de plusieurs prix et distinctions, parmi lesquelles :
- Lauréat du prix Narcís Monturiol (1982)
- Lauréat du prix Princesse des Asturies en recherche scientifique et techniques aux côtés du physicien mexicain Marcos Moshinsky[3] (1988)
- Lauréat de la médaille Matteucci (2003).
- Lauréat de la médaille Blaise Pascal de l'Académie européenne des sciences (2004)
- Récipiendaire de la médaille Vladimir-Vernadski remise par l'Académie des sciences d'Ukraine (2010)
- Récipiendaire du prix de la conférence sur phonons Paul Klemens (2012)
- Récipiendaire du prix Luis Federico Leloir (Argentine) (2012)

## Œuvres
Manuel Cardona est l'auteur de plusieurs centaines d'articles scientifiques et figure parmi les auteurs les plus cités dans le champ de la physique du solide.[réf. nécessaire]
Il est également l'auteur de plusieurs monographies et ouvrages ayant trait à ce domaine :
- Fundamentals Of Semiconductors: Physics And Materials Properties' (avec Peter Y. Yu)
- Light scattering in solids
- Modulation spectroscopy
- Photoemission in solids